# أويابيريه
أويابيريه (بالإستونيَّة: Ojapere)، قرية تتبع دائرة ماريما في مقاطعة رابلا غرب إستونيا.